# Ballistit
Ballistit wurde 1887 vom schwedischen Chemiker Alfred Nobel als Weiterentwicklung der Sprenggelatine erfunden. Es handelt sich um das erste energiereiche rauchschwache Pulver für Geschütze, das das vorher eingesetzte Schwarzpulver bei diesen Waffen ersetzen konnte. Die Handfeuerwaffen blieben allerdings eine Domäne der kurz vorher erfundenen reinen Nitrocellulosepulver nach dem Franzosen Paul Vieille, die weniger Energie entwickelten und so die Läufe schonten.
Ballistit hat genau den langsamen Abbrand, der benötigt wird, um einem Geschoss den Antrieb zu verleihen, ohne dass im Geschützlauf ein zu hoher Druck entsteht.
Nobel erfand es durch Zusammenarbeit mit den englischen Professoren Frederick Augustus Abel und James Dewar. Letztere missbrauchten das Vertrauen Nobels und meldeten ebenfalls ein rauchschwaches Pulver unter dem Namen Cordit an, welches eine ähnliche Zusammensetzung hat. Dadurch kam es zu einem Patentstreit zwischen Nobel und den Engländern, den der Schwede in allen Instanzen verlor, da er in seinen Ansprüchen die Nitrocellulose zu ungenau definiert hatte.
Zusammensetzung
- 49 % Glycerintrinitrat
- 49 % Cellulosenitrat
- 2 % Diphenylamin (Stabilisator)